# Christoph Neumann
Christoph Neumann (nascido em 7 de novembro de 1964) é um político alemão do partido Alternativa para a Alemanha (Alternative für Deutschland, AfD). Neumann é membro do Bundestag desde 2017.
Neumann nasceu em 1964 na cidade de Leipzig, na Alemanha Oriental e tornou-se um soldado de fronteira. Neumann entrou para a AfD em 2014 e tornou-se membro do bundestag após as eleições federais alemãs de 2017.